# Kisadózó vállalkozások tételes adója
A kisadózó vállalkozások tételes adója (rövid nevén: kata vagy régi kata) egy magyarországi adónem, amely a 2022-es megszüntetéséig kedvező mértéke miatt rendkívül népszerű volt a mikro-, kis- és középvállalkozások körében, 2022 májusában körülbelül 460 ezer kisvállalkozó élt vele. Az egyszerűsített adónemek közé sorolható, mivel több, a vállalkozások és magánszemélyek által fizetendő adónemet is kivált, így a szociális hozzájárulási adót (szocho), a személyi jövedelemadót (szja), osztalékadót és a társasági adót (tao) is. Korábban a szakképzési hozzájárulás kiváltására is alkalmas volt, egészen annak 2022. januári megszüntetéséig.
Az egyéni vállalkozó, egyéni cég, kizárólag magánszemély taggal rendelkező betéti társaság, kizárólag magánszemély taggal rendelkező közkereseti társaság és ügyvédi iroda választhatta ezt az adózási formát, 2022 júliusában az Országgyűlés a 2022. évi XIII. törvény 26. § e) pontja értelmében 2022. szeptember 1-jei hatállyal megszüntette ezt az adónemet, helyébe a kisadózó vállalkozók tételes adója („új” kata) lépett, amelyet kizárólag magánszemélyeknek számlázó, főállású egyéni vállalkozók választhatnak, így szabadúszók, betéti társaságok, és mellékállásban vállalkozók nem.
A régi kata előzményének az egyszerűsített vállalkozói adó (eva) tekinthető, mely azonban nem tételes, hanem százalékos adó volt, ezáltal nagyobb állami bevételt generált. Az eva kiváltására 2013-ban létrehozták a kisadózó vállalkozások tételes adóját (régi kata), majd pedig 2020-ban az evát megszüntették. A lépést sok kritika érte, mivel százalékos adó révén az eva igazságosabb és fenntarthatóbb volt, emellett magasabb állami bevételt generált azonos nagyságú adózói körből. A régi kata átalakításával, a jogosultak körének szűkítésével 2022. szeptember 1-jén jött létre a kisadózó vállalkozók tételes adója (új kata).
2022 nyarán a kata átalakítása kapcsán felmerült az a lehetőség, hogy a kata tételes, havi 50 000 forintos részét megemelik a mindenkori minimálbér adó- és járulékterhének szintjére, ami 2024-ben 124 062 forint. Ez több tíz milliárd forintos bevételt jelentene éves szinten a költségvetésnek, ennek ellenére eddig nem valósult meg, csak a katára jogosultság szigorítása.

## Története
Az adónemet 2013. január 1-jével, a kisvállalati adóval (kiva) egyidejűleg vezette be a 2012. évi CXLVII. törvény a kisadózó vállalkozások tételes adójáról és a kisvállalati adóról.
Az adónem adóalanya a kata 2013-as bevezetése óta mentesül az alábbi adónemek megállapítása, bevallása és megfizetése alól:
- vállalkozói személyi jövedelemadó
- osztalékalap utáni adó
- átalányadó
- társasági adó (tao)

A 2018. évi LII. törvény szerint 2019. január 1-jétől további két adónem megállapítása, bevallása és megfizetése alól is mentesül a kata adóalanya:
- személyi jövedelemadó (szja)
- szociális hozzájárulási adó (szocho)

### Burkolt foglalkoztatás esetének vélelme
Kedvező mivolta végett többször felmerült, hogy a katát munkaadók adóoptimalizálásra, burkolt foglalkoztatásra használják fel. A törvény szerint a burkolt foglalkoztatás esetének vélelmét akkor lehet kizárni, ha az alábbi körülmények közül egynél több megvalósul:
1. a kisadózó a tevékenységet nem kizárólag személyesen végezte vagy végezhette;
2. a kisadózó a naptári évi bevételének legalább 50 százalékát nem a 13. § szerinti adatszolgáltatásra köteles személytől szerezte;
3. a 13. § szerinti adatszolgáltatásra köteles személy nem adhatott utasítást a tevékenység végzésének módjára vonatkozóan;
4. a tevékenység végzésének helye a kisadózó birtokában áll;
5. a tevékenység végzéséhez szükséges eszközöket és anyagokat nem a 13. § szerinti adatszolgáltatásra köteles személy bocsátotta a kisadózó rendelkezésére;
6. a tevékenység végzésének rendjét a kisadózó határozza meg;
7. a kisadózó vállalkozás minden kisadózóként bejelentett tagja, illetve a kisadózó egyéni vállalkozó a naptári év egészében a 2. § 8. pont a) vagy g) alpont szerint nem minősül főállású  kisadózónak feltéve, hogy a kisadózó vállalkozás naptári évi bevételének legalább 50 százalékát olyan személytől szerezte, akivel/amellyel a kisadózó a naptári évben nem állt a 2. § 8. pont a) vagy g) alpontban említett jogviszonyok egyikében sem.

2013 decemberében a Nemzetgazdasági Minisztérium úgy népszerűsítette a katát, mint egy egyszerű és rugalmas, adónemet, amivel kevés az adminisztráció, és kevesebbet kell adózni is, kiemelve, hogy „nincs még egy olyan adózási mód vagy forma Magyarországon, ami ilyen minimális közteherviselési kötelezettséget jelent”.

### Értékelése és népszerűsége
2017 májusában Tállai András, a Nemzeti Adó- és Vámhivatal elnöke azt nyilatkozta, hogy a kataalanyok létszáma megközelítette a 210 ezret, ez pedig azt bizonyítja, hogy a kisebb és egyszerűbb közterhet „hajlandók leróni a gazdasági szereplők”, így a kormány számítása „bejött”.
A katás vállalkozások száma 2018 novemberében átlépte a 300 ezret, ekkor Varga Mihály pénzügyminiszter azt nyilatkozta, hogy „már majdnem minden harmadik cég ezt az európai uniós szinten is példaértékű adózási módot választja”. Varga hangsúlyozta, a kormány „minél alacsonyabb adókkal kívánja segíteni a kisvállalkozókat”, a kata eredményei pedig „az ország versenyképessége szempontjából is jelentősek”. Emellett úgy vélte, az adónem „a magyar adózás történetének legegyszerűbb és a lehető legnagyobb megtakarítást biztosító adózási formája”.
Izer Norbert államtitkár 2020-ban és 2021-ben is hangsúlyozta, hogy a kata nagyon népszerű adónem.
Az alábbi táblázatban látható, hány vállalkozás (egyéni és társas vállalkozások egyaránt) választotta a katát.
| Időpont     | Alanyok száma                                   |
| ----------- | ----------------------------------------------- |
| 2013        | 84 600                                          |
| 2014        | 123 000                                         |
| 2015        | 130 000                                         |
| 2016        | 175 000                                         |
| 2017        | 240 500                                         |
| 2018        | 307 749                                         |
| 2019        | 376 945                                         |
| 2020        | 426 321                                         |
| 2021        | 450 002                                         |
| 2022. május | 460 000 (426 000 egyéni vállalkozó, 34 000 cég) |

### A 2020-as módosítás
A kata éveken keresztül vita tárgyát képezte, bár kezdetben kedvező mivolta miatti népszerűségét sikerként könyvelték el, 2020-tól kezdődően  többször felmerült a gyanú, miszerint munkaviszony helyett alkalmazzák, úgynevezett „burkolt foglalkoztatás” eszközeként, arra a tényre alapozva, hogy a katás vállalkozók harmada korábban alkalmazott volt. Ezt már 2020. január elején előrejelezte Parragh László, a Magyar Kereskedelmi és Iparkamara elnökének nyilatkozata, miszerint a katával való visszaélések kizárása érdekében a törvényben szereplő hét kritériumból legalább kettőnél több kritérium egyidejű bizonyítása esetén lenne kizárható a „burkolt foglalkoztatás” vélelme, míg korábban éppen kettő kritérium igazolása is elegendő volt.
2020. július 3-án elfogadásra került a Magyarország 2021. évi központi költségvetésének megalapozásáról szóló T/10856. számú törvényjavaslat, ami többek közt a katát szabályozó 2012. évi CXLVII. törvényt is módosította. 2021. január 1-jén lépett életbe a kata szigorított változata, több új intézkedéssel elejét véve a burkolt foglalkoztatásnak, többek közt:
- belföldi székhelyű kapcsolt vállalkozásnak minősülő kifizetőtől származó bevétel után a kifizetőnek 40%-os mértékű adót kell megfizetnie
- belföldi székhelyű kifizetőtől származó összesítve évi 3 millió forintot meghaladó összegű juttatás esetén a 3 milliós határ feletti összeg után a kifizetőnek 40%-os mértékű adót kell megfizetnie

### Megszüntetése és az új kata létrehozása
Bár 2021. január 1-jével már egyszer szigorítottak az adónemen, 2022 áprilisában ismét egyre hangsúlyosabb lett a kata megújítása. Parragh László 2022-ben odáig ment, hogy a kata megszüntetését javasolta. Később, 2022. július 9-én azt nyilatkozta, hogy az adónem eredeti rendeltetését túllépve olyanok is bejelentkeztek a kata hatálya alá, akik „a munkaviszony elkerülésére, átminősítésére” használják azt. Hozzátette, hogy „a kamara bízik a gyors jogalkotásban”, ezért jelezte a kormány felé, hogy mielőbb döntést kellene hozniuk az ügyben. Alig két nappal később, 2022. július 11-én benyújtottak egy törvénytervezetet, amely szerint a meglévő adónem megszűnése után a helyébe lépő új, kisadózó vállalkozók tételes adója nevű adónemet 2022. szeptember 1-től csak olyan főállású egyéni vállalkozók választhatják, majd akik kizárólag magánszemélyeknek számláznak, illetve a taxisok. Nem választhatják a jövőben így a katát a betéti társaságok, a mellékállású egyéni vállalkozók, a szellemi szabadfoglalkozásúak és a szabadúszók, így például a művészek, grafikusok, zenészek, filmesek, újságírók, nyelvtanárok, fordítók, fotósok, de nem tartozhatnak a megújult adónem alá többek közt a terapeuták, a pszichológusok, orvosok sem.
A Budapesti Kereskedelmi és Iparkamara 2022. júniusi elemzése szerint az alábbi négy kategóriára voltak oszthatók az adónem alanyai:
- lakossági és szórt vállalati ügyfelű katások (kb. 100-150 ezer vállalkozás): „a kata eredeti szempontjainak megfelelően” megrendelőik elsősorban lakossági ügyfelek, emellett elszórtan vállalati megrendelőket is kiszolgálnak, maximum évi 1 millió forint értékig
- koncentrált ügyfelű katások (kb. 100-150 ezer vállalkozás): az adónem eredeti célján túlmutatóan, de szabályosan és etikusan váltottak a katára, vállalati megrendeléseik ügyfelenként meghaladják az évi 1 millió forintot, de valós gazdasági eseteik figyelembe vétele mellett a színlelt szerződés vagy a bújtatott foglalkoztatás ezen vállalkozások esetében mégsem merülhet fel
- kereset-kiegészítésű célú katások (kb. 60-80 ezer vállalkozás): olyanok, akik alapvetően mellékfoglalkozásban, keresetkiegészítési lehetőségként élnek a kata adónemmel, az éves bevételük általában 1-2 millió forint alatt marad
- adócsalók (kb. 100-150 ezer vállalkozás): ezen vállalkozások teljesen visszaélési jelleggel használják az adónemet az ügyleteik valós gazdasági tartalmának megfelelő, jóval magasabb közteher kikerülésére

Tállai András pénzügyi államtitkár a törvénytervezet céljául a kata pozitív eredményeinek biztosítását, a gazdaság kifehérítését és a bújtatott munkaviszonyok megszüntetését jelölte meg.
Az Országgyűlés 2022. július 12-én pár órás vita után 120 igen, 57 nem, 1 tartózkodás mellett megszavazta az adónem átalakítását, az új törvény 2022. évi XIII. törvény a kisadózó vállalkozók tételes adójáról címmel Magyar Közlönyben 2022. július 18-án jelent meg.
2022 nyarán a kata átalakítása kapcsán a kormány felvetette azt a lehetőséget, hogy a kata tételes, havi 50 000 forintos részét megemelik a mindenkori minimálbér adó- és járulékterhének szintjére, ami 2024-ben 124 062 forint. Ez több tíz milliárd forintos bevételt jelentene éves szinten a költségvetésnek, ennek ellenére eddig nem valósult meg, csak a katára jogosultság szigorítása.

#### Reakciók az új kata-törvényre
- A módosítás hírére azonnal tüntetések és demonstrációk kezdődtek, elsősorban az érintettek, főleg ételfutárok részéről, akik számos főútvonalat blokád alá vettek, követelve a visszavonást, illetve felhívva a figyelmet az elmaradt egyeztetésekre. Az érintett kisvállalkozók azt is sérelmezték, hogy a kormányzat „adócsalóknak” állította be őket a módosítás indoklásakor.[26][27][28][29]
- A Magyar Orvosi Kamara szerint az adó szabályainak átmenet nélküli átalakítása az egészségügyben tovább nehezíti az ügyeletek kiállítását, akadályozhatja a betegek folyamatos ellátását.[30]
- Az Országos Taxiszövetség közleménye szerint az áfatörvény módosítása nélkül nincsenek kisegítve a taxisok sem, és azt szeretnék, hogy „emeljék meg az áfahatárt is 12 millióról legalább 14-15 millióra”.[31]
- Az Ipartestületek Országos Szövetsége (IPOSZ) elnöke, Németh László azt jósolta, hogy az adónem szerint adózók nyolcvan százaléka meg fogja szüntetni a katát, és átmegy átalányadózásba, esetleg más adózási formába, „ha egyáltalán továbbra is akar majd vállalkozni”.[32]
- A Budapesti Kereskedelmi és Iparkamara azt javasolta, hogy a változtatás szeptember 1. helyett 2023. január 1-jétől lépjen életbe, illetve, hogy az újraszabályozás révén az adónem hatálya alól kikerülők számára a kormány a kamara szakértőinek és az érintett iparágak képviseleti szerveinek bevonásával dolgozzon ki egy új, egyszerűsített adónemet.[33] Ugyanakkor a törvénymódosítás jóváhagyása után Nagy Elek, a budapesti kamara elnöke azt nyilatkozta, hogy „fenntartásokkal, de örül” annak, emellett szerinte egyszerűbb lenne a helyzet, ha a kata adóalanyai továbbra is számlázhatnának cégeknek, cserébe ilyen esetekben a kifizetőknek 40%-kal többet kellene fizetniük.[34]
- A Nyelviskolák Szakmai Egyesületének elnöke, Légrádi Tamás azt nyilatkozta, hogy szerinte „sok olyan tanár lesz, aki nem tud majd legálisan órát vállalni”, és az „óradíjak valószínűleg még magasabbak lesznek”, mindez pedig azt eredményezheti, hogy a törvénymódosítás miatt sokan visszatérhetnek majd a feketegazdaságba.[35]
- Hollik István, a Fidesz kommunikációs igazgatója azt nyilatkozta, hogy a katatörvény módosításával „az eredeti koncepcióhoz” térítették vissza az adónemet, szerinte „mindenki pontosan ugyanúgy folytathatja a munkáját, ahogy eddig”, „legrosszabb esetben az adónemet kell váltani, ami egyébként nem jelenti azt, hogy az adóterhe meg fog növekedni”.[36]
- Az új törvény elfogadása után a Magyar Ügyvédi Kamara nyilatkozatában kifejtette, hogy a százezreket érintő év közbeni változás érdemi szakmai konzultáció nélkül született meg, így „sérti a jogbiztonság követelményét”. Szerintük az új szabályozás az érintett adózók anyagi terheit ugrásszerűen növeli és az ügyvédek „pénzügyi feltételeinek ellehetetlenítésével veszélyezteti a joghoz való hozzáférést”, ezért arra kérik Magyarország köztársasági elnökét, Novák Katalint, hogy ebben a formában ne írja alá a törvénymódosítást.[37]
- Parragh László később az általa beterjesztett javaslat mentén létrehozott törvénymódosításról azt nyilatkozta, hogy szerinte az „illeszkedik abba az irányba, amit a Magyar Kereskedelmi és Iparkamara javasolt” korábban, azonban „kissé erőteljesre sikerült”, majd hozzátette, a kisvállalkozóknak több adót kell fizetnie, és hogy a lelkiismerete tiszta.[38] Később egy interjúban azt mondta, hogy „politikai döntés” született, ő pedig „sokkal enyhébb verziót” javasolt volna. Úgy vélte, akiket ez a törvénymódosítás rosszul érint, azok „visszamehetnek a munkaerőpiacra”.[39] Parragh úgy is nyilatkozott, hogy „elszomorítja”, hogy azok is közömbösek maradtak a kata átalakítása iránt, akik maguk nem kata alanyok, míg ő úgy értékelte a törvénymódodítást, hogy „végre valaki megszólalt és helyrebillentette az igazságtalan közteherviselést”.[40]
- Novemberre bebizonyosodott, hogy nem igazak azok a kormányzati érvek sem, melyek szerint az így adózók „tömegesen adót csaltak” volna; ezt egyébként számos tüntető kisvállalkozó ki is kérte magának. A Nemzeti Adó- és Vámhivatal által rendelkezésre bocsátott adatok szerint ugyanis a kormány részéről emlegetett több száz milliárdos adóhiánnyal szemben csak 9 milliárd volt a katás adókülönbözet, ami a katások mindössze 0,06%-át teszi ki.[29]
- A Telex.hu 2022. július 14-én közérdekű adatigényléssel fordult a Pénzügyminisztériumhoz, hogy adja közre az előzetes hatásvizsgálatot és döntés-előkészítő anyagot a törvény módosításáról – amennyiben volt ilyen –, amit végül 242 nap után, 2023. március 13-án küldtek meg a portálnak. Ebben több kimutatás szerepelt a korábbi katát igénybevevőkről, de semmilyen olyan visszaélésre gyanút adó információ nem volt bennük, amire korábban hivatkozva megváltoztatták a jogszabályt.[41]

#### Közvéleménykutatások
- A Billingo 2022. júliusi, több mint 5000 fős felmérése szerint a katát választó vállalkozók csupán közel 8 százaléka maradhat az adónem alanya szeptember után.[42]
- A 21 Kutatóközpont 2022. júliusi, 1000 fős, reprezentatív közvélemény-kutatása szerint még a kormánypárti szavazók 36 százaléka is ellenzi a katatörvény módosítását, 20 százalékuk pedig úgy nyilatkozott, a szigorítás hatására kedvezőtlenebb lett a véleménye a kormányról. Az ellenzéki szavazók körében 87 százalék, illetve 51 százalék nyilatkozott így.[43]

## Adótényállás

### Adóalany
Összehasonlításképp a 2022-ben bevezetetett adónemmel ellentétben a kisadózó vállalkozások tételes adóját mellékfoglalkozásban dolgozó egyéni vállalkozók, egyéni cégek, társas vállalkozások (betéti és közkereseti társaságok) és ügyvédi irodák is választhatták.
| Kisadózó vállalkozások tételes adója (régi kata) (2013. január 1. – 2022. augusztus 31.) | Kisadózó vállalkozók tételes adója (új kata) (2022. szeptember 1-től)  |
| --- | ---------------------------------------------------------------------- |
| - egyéni vállalkozó (ev.) - egyéni cég (ec.) - kizárólag magánszemély taggal rendelkező betéti társaság (bt.) - kizárólag magánszemély taggal rendelkező közkereseti társaság (kkt.) - ügyvédi iroda | kizárólag magánszemélyeknek számlázó, főállású egyéni vállalkozó (ev.) |

### Adómérték
A 2022-ben, a kisadózó vállalkozások tételes adója helyett bevezetett adónemet, a kisadózó vállalkozók tételes adóját már kizárólag főfoglalkozásban lehet választani, mellékfoglalkozásban nem.
| Kategória                                                               | Kisadózó vállalkozások tételes adója (régi kata) (2013. január 1. – 2022. augusztus 31.) | Kisadózó vállalkozók tételes adója (új kata) (2022. szeptember 1-től) |
| ----------------------------------------------------------------------- | ---------------------------------------------------------------------------------------- | --------------------------------------------------------------------- |
| Főállásúnak nem minősülő kisadózó (pl. diák vagy mellékállásban katázó) | 25 000 Ft                                                                                | (nem választható)                                                     |
| Főállású kisadózó                                                       | 50 000 Ft                                                                                | 50 000 Ft                                                             |
| Magasabb összegű tételes adót fizető főállású kisadózó                  | 75 000 Ft                                                                                | (nem választható)                                                     |